# 四群点数法
四群点数法（よんぐんてんすうほう）は、食品を栄養的な特徴によって4つのグループに分け、バランスのよい食事がとれることを目的にした食事法。英語では、4 Food-group scoring method という。女子栄養大学創始者の香川綾が考案したもの現在。高校の家庭科教科書に採用されている。

## 基本的な考え方
基本のルールは次のとおり。
1. 食品を第1群、第2群、第3群、第4群の4つのグループに分ける。
2. 食品の重量は、80kcalを1点とする単位で表す。
3. 1日に食べるべき食品の量を第1群から第4群の各食品ごとに点数で示す。
4. 1日に食べる点数は、第1群から第3群までは、3点、3点、3点とし、摂取すべきエネルギーにより4群の点数を決める。

この方法を使うと、毎日の食事のカロリーコントロールが簡単に出来るうえ、食事のバランスがとれて健康的な食事をすることができる。

## 四群の内容
- 第1群：乳、乳製品、卵
  - 日本人に不足しがちな栄養素を含み、栄養バランスを完全にする食品群。毎日欠かさずとる。
- 第2群：魚介、肉、豆・豆製品
  - 肉や血を作る良質たんぱく質の食品群。体のタンパク質は、常に作りかえられるので、毎日適量食べる。
- 第3群：野菜、芋、果物
  - 体の調子を良くする食品群。野菜は、緑黄色野菜120g以上と淡色野菜230gの合計350g以上を食べる。
- 第4群：穀類、油脂、砂糖、その他
  - 力や体温となる食品群。自分の体重や活動量などを考慮して増減し、適切な量をとる。

## 第1群から第4群の食べるべき点数
1. 第1群から第3群は、3点，3点，3点が基本
2. 第4群は、個人の必要量に応じて調節する
3. 野菜は1点＝350g

## 四群点数法とダイエット
四群点数法は、1点を80kcalとして計算し、第1群から第4群までを点数で食べる量を調節するため、バランスよく食べることができるとともにカロリーコントロールが出来ることが最大の特徴。
ダイエットのためには、様々な栄養素をバランスよく摂取し、体内で活用するために代謝を維持することが大切だが、第4群を食べるように心がけることで自然とバランスを取ることができる。
有名人では、綾瀬はるかが四群点数法を使って食事をコントロールしているという情報がある。第一群や、第二群の食品に含まれる脂質のエネルギーは当然算入される。ただし、脂肪エネルギー比には反映されず、低糖質ダイエットが可能である。
【ダイエットを成功させるために】
1. 食べたものの記録をつける。
2. 毎日同じ時間に体重を計り、記録する
3. 夕食偏重や夜食を控える
4. 朝食は必ず食べる
5. お酒を飲んだらごはんは減らす
6. 間食には、牛乳、ヨーグルトや果物、芋を
7. 身近に食べ物を置かない
8. 体をよく動かす
9. 食べ過ぎから1週間で調節する